# Petros I.

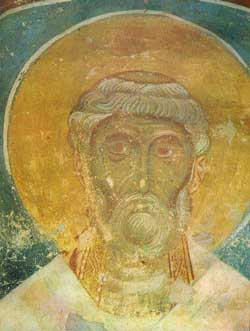
Petros I.

Petros I. von Alexandria († November 311) war von 301 bis 311 christlicher Bischof von Alexandria in Ägypten, der letzte Märtyrer der ägyptischen Kirche; deshalb wird er Siegel der Märtyrer genannt.

## Leben und Geschichte
Im Synaxarium der koptischen Kirche wird berichtet, dass Petros’ Eltern ihren Sohn in die Obhut des alexandrinischen Bischofs Theonas (283–301) gaben, der ihn zum Priester ausbildete und zu seinem Nachfolger machte. Bevor er zum Bischof gewählt wurde, war Petros der Leiter der alexandrinischen Katechetenschule. Petros war auch ein Lehrer des Athanasius (um 300–373) des späteren Bischofs von Alexandria (328–373). Um 305 flüchtete er vor der Christenverfolgung unter Diokletian und dessen Nachfolgern und wurde deswegen von Bischof Meletios von Lykopolis, dem Gründer einer Kirche der Märtyrer, scharf angegriffen. Petros exkommunizierte Meletios und verursachte so das meletianische Schisma, während Meletios in die Verbannung ging und viele Anhänger gewann, unter anderem auch den Miturheber des arianischen Streits, den Priester Arius (Areios), der ebenfalls von Petros exkommuniziert wurde. Bei einer neuerlichen Verfolgungswelle blieb Petros standhaft, er starb 311 als Märtyrer in Alexandria, wo er enthauptet wurde.
Im Jahr 313, unter Petros’ Nachfolger Achillas (312–313), gab das Toleranzedikt von Mailand den Christen erstmals Religionsfreiheit. Seine Lehren, Christus und die Auferstehung betreffend, wurden von der alten Kirche als bindend betrachtet. Die koptische Kirche feiert seinen Gedenktag am 25. November.